# 우주인 (영화)
《우주인》(영어: Spaceman)은 2024년 공개된 미국의 SF 드라마 영화이다. 야로슬라프 칼파르시의 소설 《보헤미아 우주인》의 영화화 작품이다. 요한 렌크 감독이 연출하고, 애덤 샌들러, 폴 데이노, 케리 멀리건, 쿠널 나이어, 이사벨라 로셀리니가 출연한다.

## 줄거리
우주비행사 야쿱 프로하츠카는 목성 너머의 미스터리한 먼지 구름, ‘초프라’를 조사하는 임무를 수행 중이다. 외로움에 지쳐있던 그는 임무를 떠나기 전 아내 렌카와 헤어진 후 소통이 단절된 상황이다. 렌카는 야쿱에게 이별을 통보하려 하지만, 야쿱의 정신적인 안정을 위해 그의 상관은 이 메시지를 차단한다. 며칠 후, 야쿱은 우주선 안에서 텔레파시 능력을 가진 거미 형태의 외계 생명체 ‘하누쉬’를 발견한다. 하누쉬는 인간을 이해하고 야쿱의 외로움을 덜어주려 노력한다.
하누쉬는 야쿱의 기억을 탐색하며 그의 과거를 알게 된다. 야쿱의 아버지는 정보원이었고, 야쿱은 어린 시절 아버지를 잃었다. 그는 렌카를 만나 사랑했지만, 우주비행사로서의 커리어에 더 집중하여 렌카를 소홀히 했고, 심지어 유산했을 때조차 그녀의 곁을 지키지 못했다. 하누쉬는 야쿱에게 유산 당시의 기억을 보여주며 인간에게 실망하여 우주선을 떠난다. 이에 야쿱은 절망한다.
야쿱은 기술자이자 친구인 피터의 도움을 받아 렌카에게 용서를 구하는 메시지를 보낸다. 하누쉬는 이후 돌아와 자신의 종족이 전멸한 기생 감염으로 죽어간다는 사실을 밝힌다. 야쿱과 하누쉬는 초프라 구름에 도달하고, 그곳은 우주 시작의 잔재이자 모든 시간대가 동시에 존재하는 곳임을 알게 된다. 하누쉬는 그곳에서 죽음을 맞이하고, 야쿱은 하누쉬를 따라간다. 초프라 구름 안에서 야쿱은 아내와 함께하고 싶다는 마음을 깨닫고, 숲 속에서 물의 요정 모습으로 나타난 렌카를 본다. 하누쉬는 결국 죽음을 맞이한다.
야쿱은 한국 우주선에 의해 구조되고, 렌카와 다시 이야기를 나누며 관계를 회복한다.

## 출연진
- 애덤 샌들러 - 야쿠프 프로하스카 역
- 폴 데이노 - 하누스 역 (목소리)
- 케리 멀리건 - 렌카 역
- 쿠널 나이어 - 피터 역
- 이사벨라 로셀리니 - 투마 국장 역
- 레나 올린 - 즈데나 역